# All-Clad

Das Logo der Marke

All-Clad Metalcrafters ist eine heute zur Groupe SEB gehörende Marke für Metallwaren.
Anfang der 1960er Jahre entwickelte der Metallurg John Ulam in Canonsburg, USA ein patentiertes roll-bonding Verfahren zur Herstellung von soliden Metallverbindungen. Durch Hitze und Druck wurden unterschiedliche Metalle zu einer unzertrennlichen Einheit ausgewalzt. Durch das schonende Hydroformen bleibt der Wärmeleiter auch in den Biegezonen erhalten. Abschließend wird von Hand poliert, um eine perfekte Oberfläche zu schaffen. Das Verfahren wurde zunächst für die Herstellung von Münzen und als Rohmaterial für die Rüstungsindustrie verwendet. Um die hochwertigen Metallreste sinnvoll zu nutzen, fertigte Ulam handgeschmiedete Pfannen und Töpfe daraus. Ab 1973 wurden diese Produkte unter der Marke All-Clad vertrieben. Seit einigen Jahren produziert All-Clad nur noch Kochgeschirr, die Belieferung von Fremdfirmen wurde nach der ersten Übernahme durch den Stahlwerkbesitzer Sam Michaels eingestellt. Bis 2004 war All-Clad eine Tochtergesellschaft von Waterford Wedgwood.

## Geschichte
1971 gründete John Ulam All-Clad Metalcrafters, die erste Firma weltweit, die hochwertiges Mehrschicht-Kochgeschirr produzierte. 1974 kamen die ersten Kochgeschirrlinien auf den amerikanischen Markt. 1988 kaufte der Stahlwerkbesitzer Sam Michael All-Clad, machte die Marke USA-weit bekannt und konzentrierte die Produktion vollkommen auf Kochgeschirr.
Ab 1990 nahm All-Clad Beziehungen zu Spitzenköchen auf. Zu den ersten „Partnerköchen“ der Marke zählen Daniel Boulud, Jacques Pepin, Jacques Torres und Wolfgang Puck. Die Stainless-Linie, ein dreilagiges Kochgeschirr aus Aluminium und Edelstahl ging auf den amerikanischen Markt. 1999 wurde das Kupferkern-Kochgeschirr Copper-Core präsentiert.
Ab 2006 wurde die Stainless und Copper-Core Kollektionen von All-Clad auch in Deutschland vertrieben. 2009 wurde Copper-Core durch eine magnetisierbare Außenschicht auch auf Induktionsherden verwendbar gemacht. 2010 brachte All-Clad die „d5“-Technologie auf den Markt: Eine zusätzliche mittlere Edelstahl-Schicht im 5-schichtigen Aufbau sorgt für mehr mechanische und thermische Stabilität.

## Produkte
Stainless
Die Produkte der Stainless Serie bestehen aus 18/10-Edelstahl, Aluminium und magnetisierbarem Edelstahl. Stainless ist die Standardserie von All-Clad.
Copper-Core
Edelstahl für die Innen- und Außenwand (außen inzwischen ferromagnetisch), zwei Schichten Aluminium, die eine Kupferlage einschließen vereint die Vorteile des Edelstahls mit der hohen Wärmeleitfähigkeit von Kupfer.
Stainless mit d5-Technologie (für den professionellen Einsatz)
Als Weiterentwicklung der Stainless Serie bietet „d5“ eingeschlossen von zwei Aluminiumschichten eine zusätzliche Edelstahl-Schicht im Kern, die für gesteigerte Verwindungssteifigkeit sorgt. Die Serie ist nach Herstellerangaben für den Einsatz auf professionellen Hochleistungs-Induktionsherden gedacht.
Allgemeine Konstruktionsmerkmale und Kritik
Das hochwertige Kochgeschirr von All-Clad weist über alle Serien hinweg Mehrschichtmaterial auf, das sich über Boden wie Seitenwände gleichmäßig erstreckt. Darüber hinaus findet sich bei All-Clad eine Vernietung der Griffe mit der Folge erhöhter Stabilität. Auch fehlt die Verwendung von Metallschichten, die bei Erreichen eines Grenztemperaturbereichs (ca. 220–250 °C) ihre Magnetisierbarkeit mehr und mehr verlieren (ControlInduc), so dass eine Überhitzung auf Induktionskochfeldern vermieden wird.